# 鎌倉事件
鎌倉事件（かまくらじけん）は、幕末の元治元年10月22日（1864年11月21日）に相模国鎌倉郡大町村（現在の神奈川県鎌倉市御成町）でイギリス人士官2名が武士に殺害された事件である。
当時横行していた外国人殺傷事件の中で犯人が逮捕、処罰された初の事例とされる。

## 事件の経緯

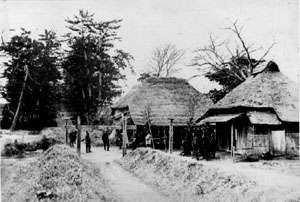
若宮大路北側から見た現場周辺の光景。中央やや左の四つ辻の辺りが現在の下馬交差点、右端の民家の奥が事件現場である。フェリーチェ・ベアト撮影。

### イギリス人士官の殺害
横浜駐留中のイギリス陸軍第20連隊第2大隊所属のジョージ・ウォルター・ボールドゥィン少佐（34歳）とロバート・ニコラス・バード中尉（23歳）は事件当日、休暇を取って騎馬で江ノ島～鎌倉を巡遊していた。
2人が大仏の見物を終えて金沢方面に向かう途中、午後3時から午後4時の間、若宮大路近くの路上（現在の御成町4番地付近）で2人の武士に斬りつけられた。
この襲撃によって、ボールドゥィン少佐は四肢に深傷を受け、特に脇腹から背中にかけての傷が致命傷になり、即死。右腕と左膝、首などに重傷を負ったバード中尉は現場近くの民家に運ばれて地元の医師による治療を受けたものの、午後10時頃、死亡した。

### 欧米諸国の反応と幕府の対応
当時、横浜近辺では生麦事件や井土ヶ谷事件などの外国人殺傷事件が続発していたが、それらは何れも犯人未逮捕のままだった。
そのような状況下、白昼公然とイギリス人士官2名が惨殺されたこの事件は、横浜居留地の外国人社会に強い衝撃を与え、欧米各国の公使団からは事件の早期解決を求める要望が幕府に寄せられた。
その中でも、特に被害者の母国であるイギリスの駐日公使であるラザフォード・オールコックからは、これまでの外国人殺傷事件に対する幕府の対応への不満と、四国艦隊下関砲撃事件の事後処理のため、まもなく帰国予定である自身の出発までに犯人の逮捕と処罰を求める強硬な要求が出され、これに応じて、老中・水野忠精らがオールコックら各国公使に対し、イギリス公使の出発までに事件を解決する事を書面で確約する事態となった。

### 幕府による捜査
事件直後から幕府は神奈川奉行所を通じて目撃者や現場周辺の住民等からの事情聴取を行い、また近隣地域に情報提供を求める触書を出すなど探索に努めていた。
その結果、犯人は2人組の若い武士であること、この2人組と思われる人物が事件直後、急いで鎌倉を離れ、翌日未明に二子の渡しを渡って江戸方面に向かったことなどが判明した。
しかし、その後は有力な情報が寄せられることもなく、イギリス側の度重なる督促にもかかわらず捜査は停滞を余儀なくされた。

### 蒲池源八・稲葉紐次郎の処刑と清水清次の捕縛
その後、相模国高座郡羽鳥村（現在の神奈川県藤沢市羽鳥）で起こった強盗事件の犯人として神奈川奉行所に召し捕られた自称浪人の無宿蒲池源八（26歳）および稲葉紐次郎（23歳）を取り調べた際、彼らの首領で逃亡中の浪人清水清次（25歳）がイギリス人殺害事件の犯人であるとの供述が得られた。このため幕府は清水を犯人の一人と断定、さらに蒲池と稲葉についてもイギリス人士官殺害犯の連累とみなし、これをオールコックに報告した。
知らせを受けたオールコックは、同種の事件の再発を防止するため見せしめとして2人を獄門に処し、その罪状を公布すること、また、処刑に際して駐留イギリス軍の士官を立ち合わせる事を求めた。
しかし幕府は2人の処刑は日本の法律に従って行うとして通常の死罪、すなわち牢内での斬首のみに留め、ただ処刑に際してイギリス軍士官の立ち合いと、横浜市中の各所に特別に罪状書を掲示することを認めた。
蒲池と稲葉は、11月18日（12月16日）、強盗およびイギリス人士官殺害事件の連累として、被害者が所属していた第20連隊の士官やイギリス公使館員を始めとする外国人多数の立ち合いのもと、戸部の牢屋敷で死罪に処せられた。単に清水の強盗仲間に過ぎないこの2人をイギリス人士官殺害の連累とする事については横浜居留地の外国人たちの間でも是非が分かれたが、清水の行方について探索を続けていた幕府は蒲池、稲葉の処刑の翌日、千住の遊廓に潜伏中の清水を捕縛した。
捕縛後、江戸においてただちに清水の取り調べが行われ、11月25日（12月23日）になって清水は供述を始めたが、幕府が公表した吟味書によれば、その内容は概ね以下のようなものであったという。
清水は、遠州金谷（現在の静岡県榛原郡金谷町）の出身で、浪人だった父に連れられ、幼時より各地を放浪して貧窮した生活を送っていた。しかし、外国人が日本を闊歩する近年の時勢を快く思わず、加えて開国以来の物価騰貴と生活難も外国人のせいであると考え、殺害し、名を挙げようと考えた。
そこで、横浜に行って機会を窺っていたが、警戒が厳重なため、目的を果たせず、比較的警備の手薄な鎌倉に向かう道中で知り合った高橋藤次郎と意気投合し、2人で八幡宮門前近くで待ち伏せしてイギリス人を殺害した。犯行後はすぐに高橋と別れて江戸に逃れ、そこで旧知の蒲池、稲葉と出会い、3人で京に上るための費用として羽鳥村の富農から金150両を脅し取った。
清水の様子からは、なお余罪の存在が疑われたが、拷問を行って清水が死亡した場合、オールコックが要求していた犯人の処刑が不可能となる事を幕府が恐れたため、その追及は見送られた。

### 清水清次の処刑
江戸で清水の取り調べが行われている一方、横浜では清水の処刑の段取りについて幕府とイギリス側の協議が行われていた。
イギリス側は犯行の行われた鎌倉での清水の処刑と梟首を主張したが、幕府は鎌倉が宗教的に神聖な土地であるという理由で、これを拒否した。そこで、協議の結果、処刑は横浜で行われること、かわりに鎌倉を始めとする外国人遊歩区域の各所に罪状書を掲示する事が決定した。

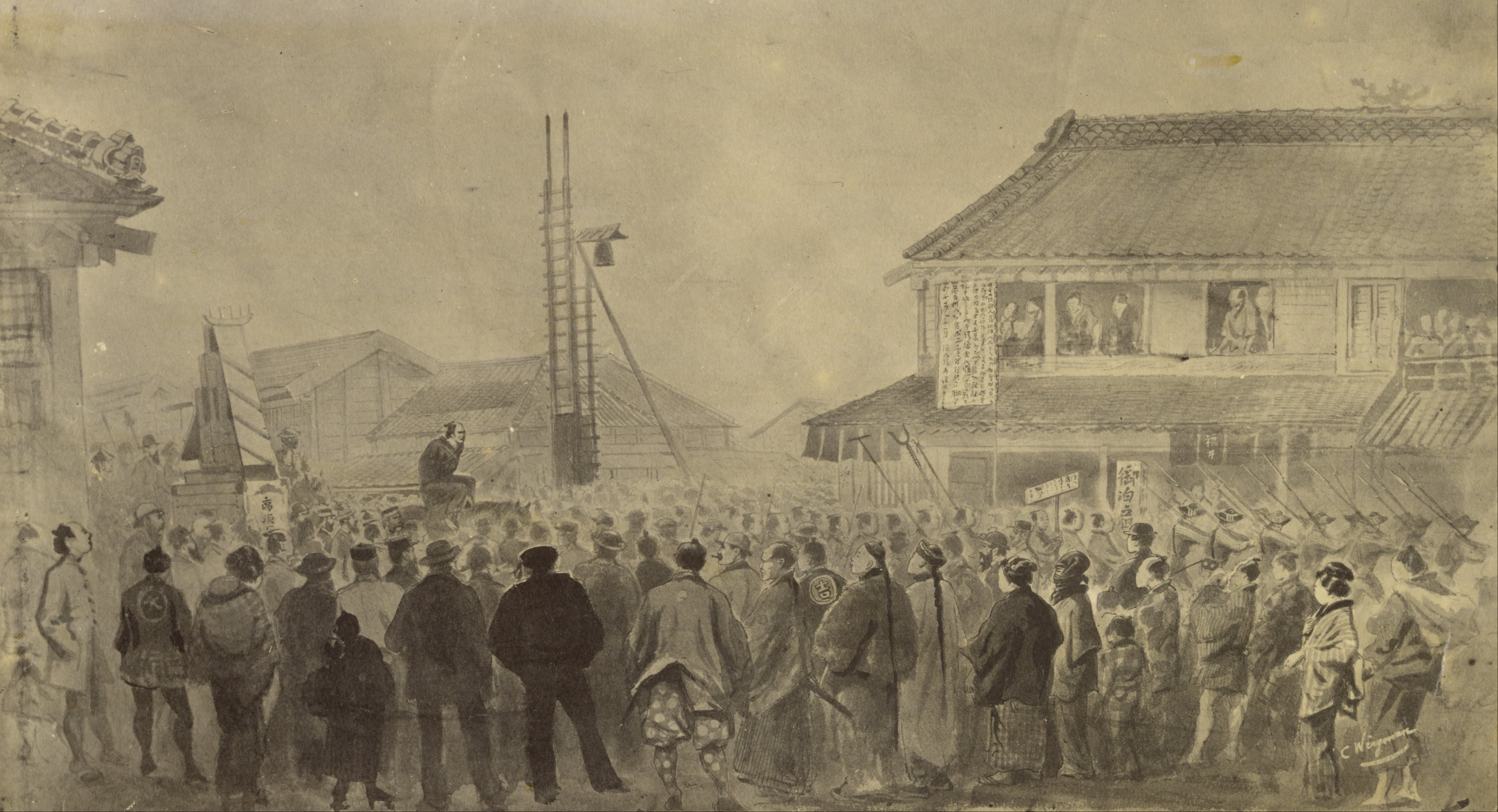
横浜市中を引き回される清水清次。チャールズ・ワーグマン画。

当初、清水の処刑は11月29日（12月27日）、江戸からの移送後、イギリス側による簡単な尋問と目撃者による面通しを経て、横浜市中引き回しの後に行われる予定だった。
しかし、清水の到着が遅れて夕刻になった上、引き回しが長時間に及んだため、イギリス側の要請によって処刑は急遽翌日に延期され、11月30日（12月28日）、清水は戸部の鞍止坂刑場で、多くの外国人や日本人の見守る中で斬首され、吉田橋に晒された。
この清水の引き回しから処刑まで同行した第20連隊所属の通訳官ラクラン・フレッチャーらによると、清水の態度は非常に快活で堂々としたものであり、引き回しの際には見物の群衆に向かって、自分はかつて水戸では高名な役人であり、その遺体は故郷の水戸に手厚く葬られるだろうなどと語って役人に制止され、また、辞世と思われる和歌や詩吟などを大声で口ずさんでいたという。
なお、捜査の推移を見守るため帰国を延期していたオールコックは、清水の取り調べの完了とともに代理公使を務めるチャールズ・A・ウィンチェスター横浜領事に後事を託し、11月27日（12月25日）に横浜を出港した。

### 清水清次の素性について
先述のように、幕府の発表によれば清水は遠江の出身とされているが、当時流布していた情報の中には清水の素性について、青森出身の浪人や肥後藩の元足軽、一橋慶喜の家来などと伝えるものがあったという。
また、先述のフレッチャーも清水には水戸または常陸の訛りがあったと証言しており、江戸幕府から引き継いだ外交関連文書を明治政府が編纂した「続通信全覧」に収録された清水の捕縛を伝える風説書にもその身元について「細川玄蕃頭(常陸谷田部藩主細川興貫)元家来清水清次」と記されていることから清水を元谷田部藩士とする説もあり、清水の素性が当時攘夷の中心的存在だった水戸浪士と結び付けられ、その動向に神経を尖らせていたイギリスを刺激する事を恐れた幕府が事実を歪曲した可能性があると考えられている。

### 共犯者の探索
清水の処刑後、幕府は引き続き高橋藤次郎の行方を追ったが、手を尽くして探索しても高橋に関する手がかりは全く得られず、結局、幕府も高橋藤次郎は清水がでっち上げた架空の人物であると結論せざるを得なくなった。
そこで、幕府は慶応元年（1865年）3月、清水の友人でその捕縛直後に急いで江戸を離れるなど不審な動きを見せていた医師田中春岱を京都で捕縛、さらに、「清水が（両者共通の友人である）天方一と共に鎌倉で英人を斬ったと吹聴していた」という田中の供述により天方を捕らえ、2ヶ月に渡って2人を徹底的に追及した。
しかし、田中と天方は事件への関与を頑強に否認、目撃者による面通しも行われたが彼らが共犯者であるという証言は得られず、やがて2人が著しく衰弱したため取り調べは中止となり、2人は釈放されたが、のちに田中は清水から事件について聞きながら届け出なかった科により遠島に処されたという。

### 間宮一の捕縛
こうして、共犯者を巡る捜査が振り出しに戻った矢先、横浜近郊の武蔵国久良岐郡雑色村（現在の神奈川県横浜市港南区笹下）にある成就坊という寺の三男である間宮一（18歳）が犯人ではないかとの情報を得た幕府は、旗本・内藤豊助の小姓になっていた間宮を慶応元年7月11日（1865年8月31日）に捕縛した。
幕府の取り調べに対して間宮はただちに犯行を認め、概ね以下のような供述を行った。
間宮は母の死後、僧侶である父に育てられていたが、武士に憧れて16歳の時に還俗し、浪士・平尾桃厳斎の養子として、剣術修行に明け暮れていた。
しかし、養父が出奔して行方不明になったため実家に戻り、以前より外国人の増長に憤りを感じていたため、その鬱憤を晴らすために同志と2人で鎌倉に行き、イギリス人士官を斬殺した。
犯行後は江戸の知人宅に身を寄せ、その後伝手を頼って現在の主人に仕えるようになった。
犯行に使った刀は刃こぼれができたため、研師に出した後、捕縛の時まで差していた。
幕府は、間宮が犯行に使用した刀をすでに押収しており、さらに、間宮の供述に基づいて研師の身柄も確保するなど、供述を裏付ける証拠も得られたため幕府は間宮を犯人と断定、9月11日（10月30日）に、鞍止坂刑場で処刑、吉田橋で梟首された。
なお、「続通信全覧」に収録された水野忠精とハリー・パークス駐日公使の慶応元年7月18日および翌月3日付の会談記録、間宮の逮捕を伝える7月15日付の風説書によると、間宮の供述によって、姫路藩主・酒井忠績の元家来で、現在は、旗本・根来五左衛門に仕える飯田晋之介という人物が共犯者として大坂で捕らえられたという。
この飯田晋之介の名前は、間宮の処刑の際に掲示された罪状書にも清水清次の変名「井田晋之介」として挙げられており、同罪状書ではこの両者が同一人物とされているが、幕末期の著名な強盗、旗本で井田と間宮の共通の知人だったという青木弥太郎によれば井田と清水は別人であり、また、上記7月15日付の風説書には、清水清次について「全く外国へ申訳之為」に処刑されたとある事などから、清水は犯人ではなく、間宮、井田の両名こそが真犯人であるとする説も存在する。

### 事件の終結
その後、慶応2年2月25日（1866年4月9日）、イギリス政府は、間宮一の処刑について満足している旨の書簡がパークスより幕府に奉呈され、事件はイギリスによる賠償金などの要求を見ることなく落着した。
なお、元江戸南町奉行兼外国奉行の山口直毅の談話によると、山口の南町奉行在任中（慶応元年11月～慶応2年8月）に清水清次を名乗る者が現れたため、微罪で捕らえたところ、事件について先に処刑された清水が申し立てたのと細部に至るまで一致した内容の供述を行い、取り調べと審理を担当した公事方の留役を困惑させる出来事があったという。